# Doto cervicenigra
Doto cervicenigra é uma espécie de molusco pertencente à família Dotidae.
A autoridade científica da espécie é Ortea & Bouchet, tendo sido descrita no ano de 1989.
Trata-se de uma espécie presente no território português, incluindo a zona económica exclusiva.